# ВЕЦ „Кокаляне“
ВЕЦ „Кокаляне“ е водноелектрическа централа в западна България, разположена непосредствено до село Кокаляне в землището на Герман. Към 2022 година е собственост на френската група „Акуо Енерджи“, а производството ѝ е минимално, тъй като основните водни количества от съоръженията над нея се подават за водоснабдяване.

## История
През 1956 г. завършва строителството на второто ниво от Хидровъзел „Искър“, част от Каскада „Искър“ на река Искър. Това много голямо строителство е част от националния план за електрификация на България. Основни съоръжения на хидровъзела са масивната бетонна стена на язовир „Искър“, с което се осъществява водохващането на р. Искър и се обезпечава многогодишно изравняване на оттока на реката. Този язовир решава водоснабдяването на столицата, напояване на Софийското поле и се използва и за силодобиване. Хидровъзелът включва ВЕЦ „Пасарел“, бент „Пасарел“, ВЕЦ „Кокаляне“, долен изравнителен язовир „Панчарево“ и проектираните и в частично строителство Софийски плавателен канал и ВЕЦ „София“.

## Енергийни показатели
ВЕЦ „Кокаляне“ използва водата преминала през ВЕЦ „Пасарел“ и събирана в бент „Кокаляне“. Бруто падът между нивото на водата в бента и водното ниво на долния изравнител язовир „Панчарево“ е 98 m. Водите се отвеждат по напорен тунел с дължина 5061 m до подземна водна кула, висока 20,8 m. От нея към централата се подават по двоен надземен стоманен тръбопровод с дължина 229 m.
В централата са монтирани две групи турбини „Францис“, задвижвани от 30 m3/s вода с обща мощност 22 400 kW (33 560 hp) и в електрическата мрежа се подава 32 000 kVA електрическа мощност. Електрическите уредби за 10 kV и 35 kV са монтирана в помещения. На открито са монтирани трифазни маслени трансформатори с мощност по 16 000 kVA и трансформиращи напрежения 10/35 kV и 10/20 kV.
Енергията се пренася с въздушни електропроводи 20 kV и 35 kV. Проектното годишно производство на централата е 75 млн. kWh.